# Католицька церква у Великій Британії
Като́лицька це́рква у Вели́кій Брита́нії — друга християнська конфесія Великої Британії. Складова всесвітньої Католицької церкви, яку очолює на Землі римський папа. Керується конференцією єпископів. Станом на 2004 рік у країні нараховувалося близько 4 787 000 католиків (8,51% від усього населення). Існувало 32 діоцезій, які об'єднували 3099 церковних парафій.  Кількість  священиків — 5653 (з них представники секулярного духовенства — 4031, члени чернечих організацій — 1622), постійних дияконів — 612, монахів — 2177, монахинь — 7109.